# Ducado de Durazzo (República de Venecia)
El Ducado de Durazzo fue una colonia de ultramar de corta duración de la República de Venecia, que abarcaba la ciudad portuaria de Durazzo (la moderna Durrës en Albania ) y sus alrededores. Fue establecido en 1205, tras la disolución del Imperio Bizantino tras la Cuarta Cruzada, y duró hasta que fue reclamado por el Despotado Bizantino de Epiro en 1213.

## Contexto
Durante finales del siglo XI y XII, la ciudad de Durazzo y su provincia (el "Tema de Dirraquio"), habían llegado a asumir una gran importancia estratégica para el Imperio Bizantino. La ciudad era la "llave de Albania", el término occidental de la Vía Egnatia y el principal punto de entrada para el comercio, pero también para las invasiones normandas, desde Italia, y estaba en una posición ideal para controlar las acciones de los gobernantes eslavos del Balcanes occidentales. 

## Establecimiento y fin
Después del saqueo de Constantinopla por la Cuarta Cruzada y la disolución del Imperio Bizantino en 1204, la ciudad quedó en juego. En el tratado de partición entre los cruzados, la República de Venecia había conseguido el reconocimiento de sus reclamaciones sobre las provincias bizantinas más occidentales, que eran cruciales en vista de los intereses vitales venecianos en el mar Adriático. Sin embargo, la reclamación tuvo que hacerse cumplir rápidamente, no fuera que otros, y principalmente los principales rivales de los venecianos, los genoveses, la ocuparan primero. Como resultado, en el verano de 1205, la flota veneciana que llevaba al nuevo patriarca latino de Constantinopla a su sede, también atacó y capturó Durazzo y Corfú.
En Durazzo, los venecianos encontraron poca oposición y uno de los capitanes, Marino Vallaresso, fue nombrado gobernador de Durazzo con el título de duque, señal del valor que los venecianos daban a su nueva posesión. Por la misma razón insistieron en el nombramiento del arzobispo católico romano de la ciudad, que reemplazó al anterior prelado ortodoxo griego, directamente por Venecia, sin la participación del Papa.
Aunque los venecianos también habían reclamado la región continental de Epiro, no se movieron para establecer control allí. En consecuencia, la zona quedó bajo el dominio de un aristócrata griego bizantino, Miguel I Comneno Ducas, quien estableció allí su propio principado, el Despotado de Epiro. El poder de Ducas creció rápidamente y pronto controló todo el continente entre el ducado veneciano de Durazzo y el golfo de Corinto en el sur. Incapaces y poco dispuestos a emprender el esfuerzo necesario para enfrentarlo, los venecianos prefirieron concluir un tratado de compromiso con Ducas en junio de 1210, que lo reconocía como gobernante de Epiro, pero como vasallo nominal de Venecia, que había reclamado este territorio desde 1204. Este tratado fue conveniente para Ducas, pero no significó el abandono de sus propios planes sobre Durazzo: en 1213, sus fuerzas capturaron la ciudad, pusieron fin a la presencia veneciana y restauraron un arzobispo ortodoxo griego en la sede local. Poco después, las fuerzas de Ducas también tomaron Corfú y se movilizaron para extender su dominio sobre Albania y Macedonia occidental, capturando el señorío de Croia y avanzando hasta las fronteras de Zeta.

## Secuelas
En 1216, los venecianos recurrieron al nuevo emperador latino, Pedro II de Courtenay, para que les ayudara a recuperar Durazzo. Pedro desembarcó en Durazzo en 1217, pero aunque pudo haber recuperado brevemente la ciudad, pronto fue derrotado y capturado por el medio hermano y sucesor de Miguel Ducas, Teodoro Comneno Ducas, y la ciudad volvió a manos epirotas.
Después de la conquista epirota, la ciudad decayó como centro de comercio, ya que los venecianos trasladaron su comercio a Ragusa.
La ciudad continuó cambiando de manos en los siglos XIII y XIV entre los griegos de Epiro y el restaurado Imperio Bizantino Paleólogo, los angevinos de Nápoles y los serbios . Venecia volvió a tomar posesión de la ciudad en 1392, manteniéndola hasta que fue conquistada por el Imperio Otomano en 1501.